# Ángel de los Ríos
Ángel de los Ríos y Ríos (Proaño, 1823-Proaño, 1899) fue un escritor, periodista y cronista español.

## Biografía
Nació en 1823 en la localidad de Proaño, en la actual Cantabria. Afectado por la sordera, fue cronista de Santander e individuo correspondiente de la Real Academia de la Historia, además de autor de obras premiadas por la Real Academia Española, como el Ensayo histórico etimológico y filológico sobre los apellidos castellanos desde el siglo X hasta nuestra edad (1871), a la que sin embargo Jaime de Salazar y Acha describe como «completamente superada» en la actualidad. Colaboró en El Atlántico y otros periódicos montañeses. Falleció en los primeros días de agosto de 1899.